# 核兵器禁止条約
核兵器禁止条約（かくへいききんしじょうやく、英語: Treaty on the Prohibition of Nuclear Weapons、TPNW）は核兵器を禁止する国際条約である。略称・通称は核禁止条約、核禁条約、核廃絶条約（英語: Nuclear Weapons Ban Treaty、Nuclear Ban Treaty）など。
2017年7月7日に国際連合総会で採択され、2021年1月22日に発効した。

## 概要
この条約は、将来的な核兵器の全廃へ向けた、核兵器を包括的に法的禁止とする初めての国際条約である。対象は核兵器で、原子力発電やX線撮影装置などの平和目的での原子力の保有は禁じていない。前文において被爆者の苦痛に対する憂慮と共に、国際人道法と国際人権法の原則が、核兵器廃絶に関して再確認された。この条約の特徴は、核兵器または核爆発装置を所有、保有、管理していた締約国が申告を要する点にある。なお非締結国への法的拘束力は無い。
当条約は1996年4月に起草され、2017年7月に国連総会で賛成多数にて採択され、2020年10月に発効に必要な50か国の批准に達したため、2021年1月22日に発効した。
なお当条約の国連総会への採択を含め、条約の推進には2007年に核戦争防止国際医師会議から独立して結成された核兵器廃絶国際キャンペーン（ICAN）の貢献が大きいとされ、同団体は2017年10月6日にノーベル平和賞を受賞した。また、核戦争防止国際医師会議は1985年にノーベル平和賞を受賞、日本原水爆被害者団体協議会も2024年にノーベル平和賞を受賞した。

## 歴史
1996年4月、「モデル核兵器禁止条約」（Model Nuclear Weapons Covention, Model NWC, mNWC）という名の条約草案が、核兵器の廃絶を求める各国の法律家、科学者、軍縮の専門家、医師及び活動家らが参加する以下の3つの国際NGOから構成されるコンソーシアムによって起草された。目的は、核軍縮の可能性を「法的、技術的、政治的要件に沿って検証する」ことであった。
1. International Network of Engineers and Scientists Against Proliferation、INESAP（拡散に反対する国際科学技術者ネットワーク）
2. International Association of Lawyers Against Nuclear Arms、IALANA（国際反核法律家協会）
3. International Physicians for the Prevention of Nuclear War、IPPNW（核戦争防止国際医師会議）

1997年11月、mNWC（UN Doc. A/C.1/52/7）がコスタリカ政府により国際連合事務総長に届けられ、国際連合の加盟国に配布された。
2007年4月、mNWCはNGOコンソーシアムを招集した核政策に関する法律家委員会（Lawyers' Committee on Nuclear Policy, LCNP）を通じ、コスタリカ及びマレーシア両政府の共同提案として、国際連合の核拡散防止条約（NPT）運用検討会議の第1回準備委員会（Preparatory Committee for the 2010 Review Conference of the Parties to the Treaty on the Non-Proliferation of Nuclear Weapons）に改訂版の「NWC」（UN Doc. A/62/650）として提出された。NWCは、以下の項目について核の取扱いを禁止している。
1. 開発 (develop)、実験 (test)
2. 生産 (produce)、製造 (manufacture)、取得 (acquire)
3. 占有 (possess)、貯蔵 (stockpile)
4. 委譲 (transfer) と受領 (receive)
5. 使用 (use)、使用するとの威嚇 (threaten to use)
6. 自国内への配置の許可 (allow stationing, installation or deployment in its terrritory)

2011年10月26日 - 31日、国連総会で軍縮・国際安全保障問題を扱う第一委員会が52の決議を採択した。このうちマレーシアなどが提出した核兵器禁止条約の交渉開始を求めた決議が127か国（昨年より6か国多い）の賛成で採択された。
2016年10月28日（日本時間）、国連総会第一委員会（軍縮）において、多国間の核武装撤廃交渉を来年から開始する決議案“Taking forward multilateral nuclear disarmament negotiations”（document A/C.1/71/L.41）が、賛成123、反対38、棄権16で可決された。アメリカ、イギリス、フランス、ロシア、日本は反対票を投じ、北朝鮮は賛成、中国は棄権した。

2017年7月7日核兵器禁止条約採択時の各国の態度

2017年7月7日に国連本部で開催中の核兵器禁止条約交渉会議にて賛成122票、反対1票（オランダ）、棄権1票（シンガポール）の賛成多数により採択された。
- 核兵器保有国（NPT上のアメリカ合衆国・中国・イギリス・フランス・ロシア、およびインド・パキスタン・朝鮮民主主義人民共和国）は不参加[21]。なお北朝鮮は前年の決議からこの条約の採択の間に不参加に転換した[22]。
- アメリカ軍の核の傘の下にあるカナダやドイツなどNATO加盟国（オランダのみ参加し反対票）や、アメリカ合衆国との軍事同盟を結ぶ日本・オーストラリア・大韓民国なども不参加[23][24][25][26][27][28]。
- MNNA諸国の多く、東南アジア諸国連合（棄権のシンガポール以外）、ヨーロッパではNATO非加盟のスウェーデン・スイス・オーストリア・アイルランドなどは賛成した。

2017年9月20日より各国で批准が行われ、2020年10月24日に発効に必要な50か国に達した。
- 2017年9月20日にガイアナ、タイ王国、バチカン市国が批准[29]。
- 2018年1月16日にはメキシコが、2018年9月28日までにキューバ、パレスチナ国、ベネズエラ、パラオ、オーストリア、ベトナム、コスタリカ、ニカラグア、ウルグアイ、ニュージーランド、クック諸島、ガンビア、サモア、サンマリノ、バヌアツを含む合計19か国が、この条約に批准した[2]。
- 2020年6月、レソトが38か国目の批准国になった[30]。
- 2020年7月、フィジーが39か国目の、ボツワナが40か国目の批准国となった。フィジーの批准日は条約採択3周年の日でもある[31][32]。
- 2020年8月6日、アイルランド、ナイジェリア、ニウエが批准した。
- 2020年8月9日、セントクリストファー・ネイビスが批准し44か国となった。
- 2020年9月21日、マルタが批准し45か国となった。
- 2020年10月1日現在、84か国が条約に署名している。また、2020年9月30日、マレーシアが批准し46か国となる。
- 2020年10月12日にツバルが、10月23日にジャマイカとナウルが、10月24日にホンジュラスが批准して、批准国が50か国に達した。この結果、2020年10月24日から90日後（条約15条1項）の2021年1月22日以降、核兵器禁止条約は世界的な法規範として正当な効力を持つことになる[2]。
- 2020年12月11日、ベナンが批准した。
- 2021年1月22日、条約発効。またカンボジアが批准した。
- 2021年9月23日、チリが批准した。
- 2021年10月14日、ノルウェーが第1回締約国会議へのオブザーバー出席を表明。
- 2021年11月26日、ドイツが第1回締約国会議へのオブザーバー出席を表明。
- 2021年12月10日、モンゴルが加入（直接批准。署名手続き省略）した。
- 2021年12月15日、ギニアビサウが批准した。
- 2021年12月24日、ペルーが批准した。
- 2022年3月23日、コートジボワールが批准した。
- 2022年5月17日、コンゴ共和国が批准した。
- 2022年6月13日、グアテマラが批准した。
- 2022年6月20日、カーボベルデ、東ティモール、グレナダが批准した。
- 2022年6月21日、第1回締約国会議を招集。開催地はオーストリアのウィーン。オブザーバーをふくめ80以上の国・地域が参加。23日、行動計画50項目と政治宣言を採択、成功裏に散会。
- 2022年6月29日、マラウイが批准した。
- 2022年9月22日、バルバドス、ブルキナファソ、ハイチ、シエラレオネが署名、コンゴ民主共和国、ドミニカ共和国、赤道ギニアが批准した。
- 2023年1月9日、ジブチが署名した。
- 2023年9月19日、バハマが署名し、スリランカが加入した。
- 2023年11月27日、第2回締約国会議がニューヨークの国際連合本部ビルで開催された。12月1日、「核のリスクが高まる中でも核なき世界に向けた取り組みを続ける」と宣言し散会。
- 2024年1月15日、サントメ・プリンシペが批准した。これにより締約国は70か国に達した。
- 2024年9月24日、インドネシア、シエラレオネ、ソロモン諸島が批准した。
- 2025年3月3日、第3回締約国会議が国連本部で開催された。56の締約国や31のオブザーバー国、多くの国際組織、市民社会組織が参加した。なお４つの決定がコンセンサスで採択された。1つ目は、従来の会期間構造が、一部の例外を除いて第1回検討会議（後述）まで延長され、別表のように担当国に変更が加えられたこと。2つ目は、第1回検討会議が2026年11月30日から12月4日までの週にニューヨークの国連本部で開催されることとされ、議長国として南アフリカが選出されたこと。3つ目は、被害者援助および環境修復に関する国際信託基金に関する諸事項が定められたこと。4つ目は、科学諮問グループ（SAG）の任務の更新に関する協議プロセスを開始することが定められ、メキシコがこの協議プロセスのコーディネータとして任命されたことである。「世界情勢が不安定化する中、核兵器のない世界へのコミットメントを強化する」と題する全40項の政治宣言も採択された[33]。

## 日本

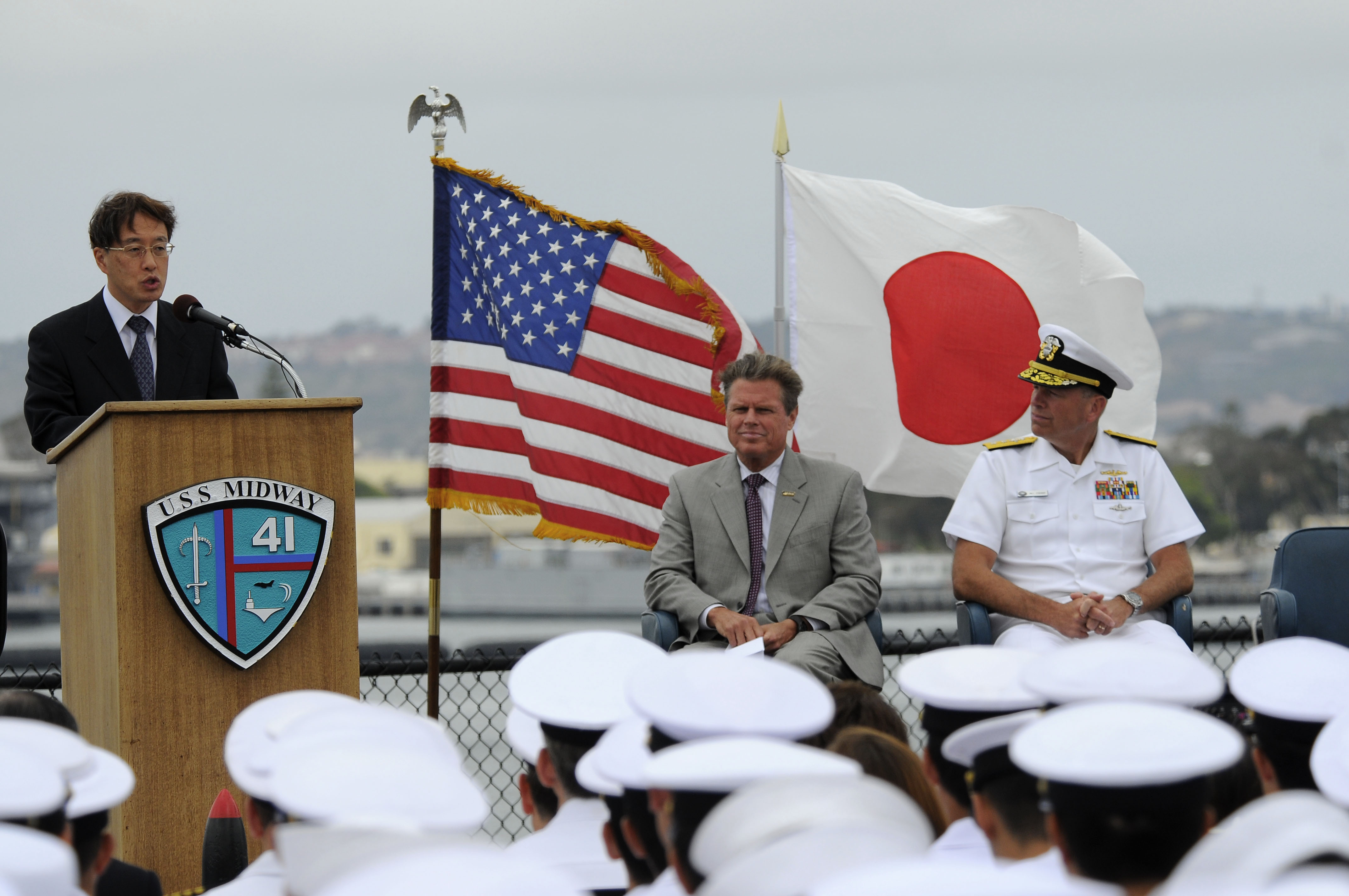
日米安全保障条約50周年記念式典

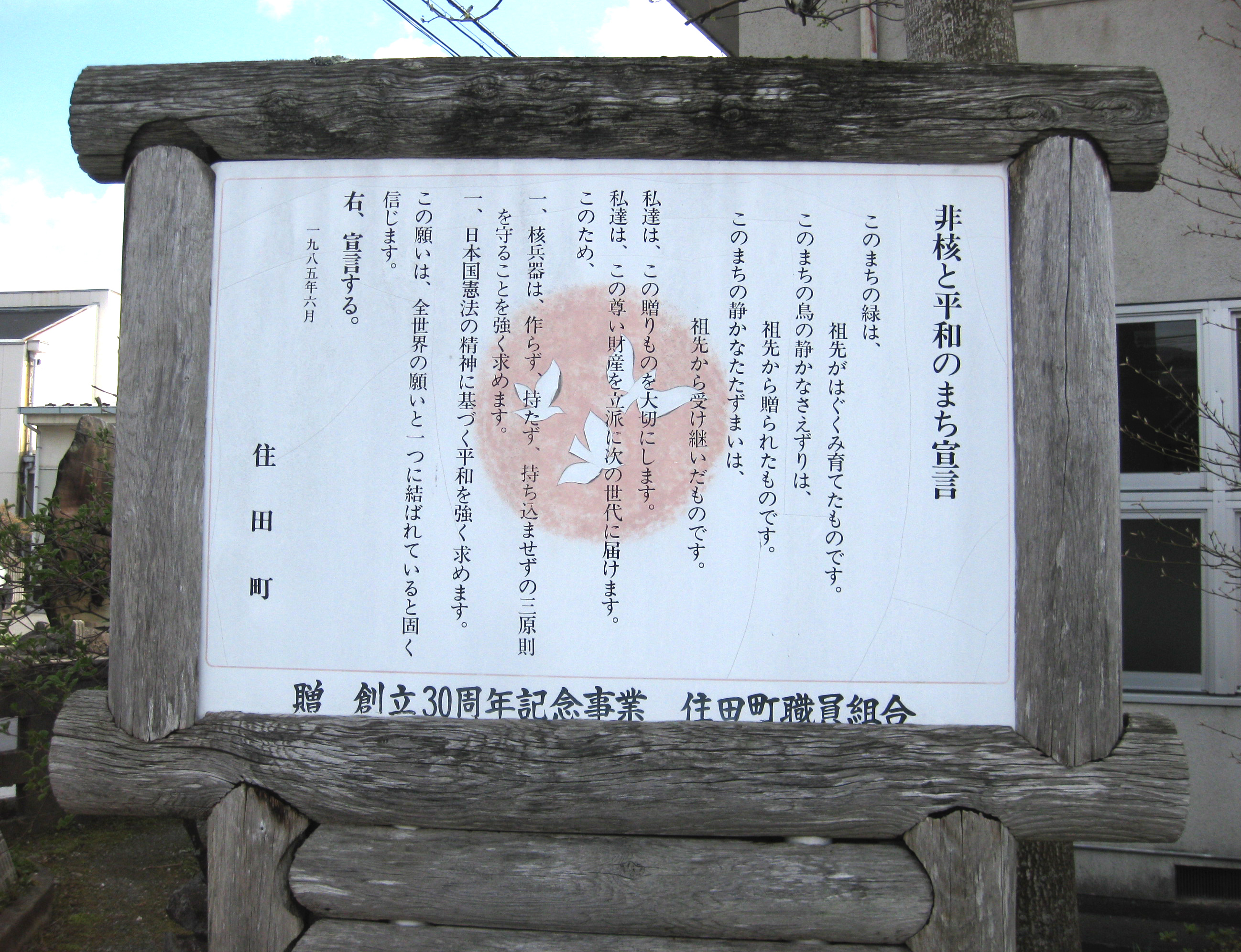
岩手県気仙郡住田町「非核と平和のまち宣言」

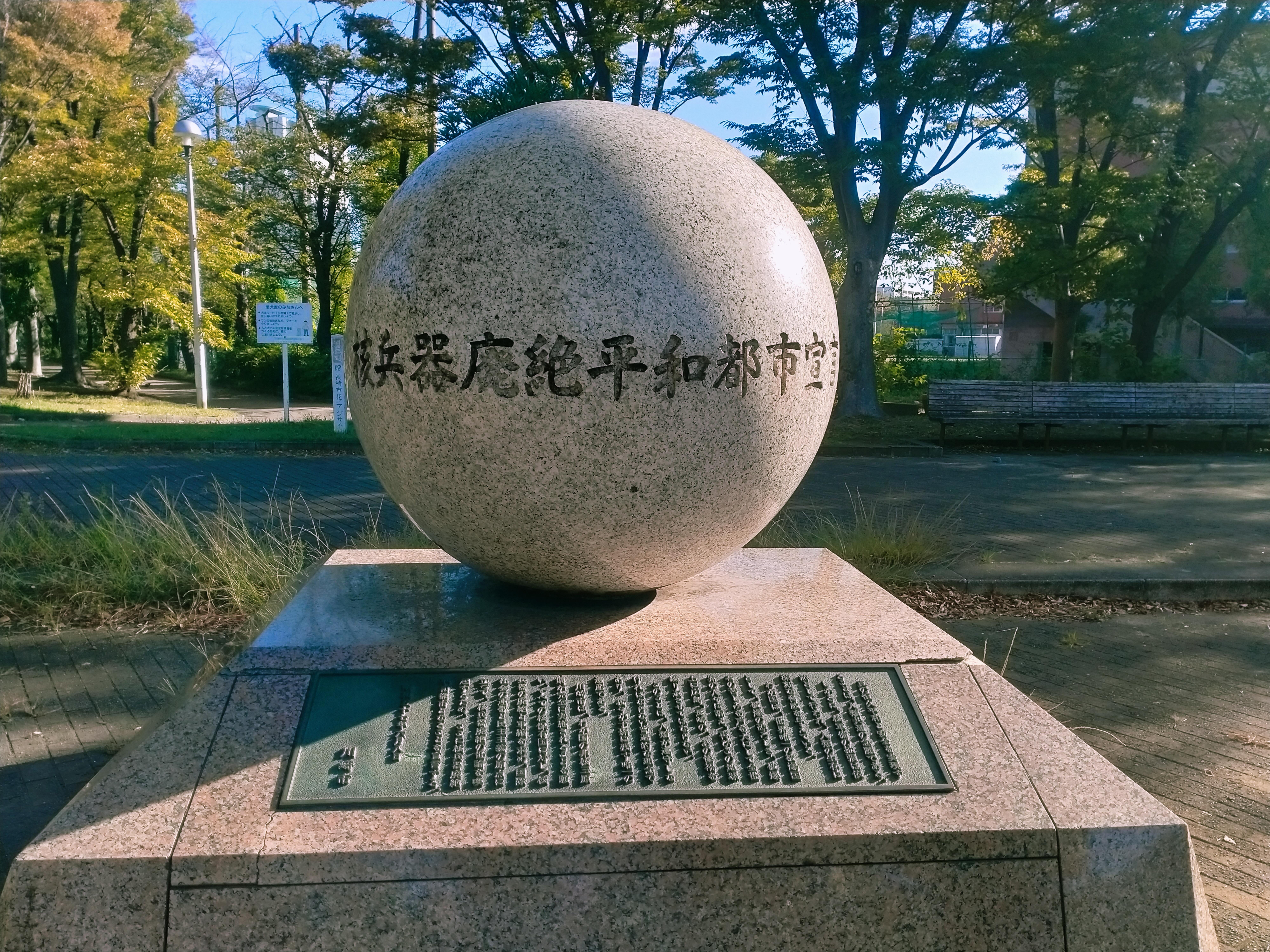
中原平和公園「核兵器廃絶平和都市宣言記念碑」

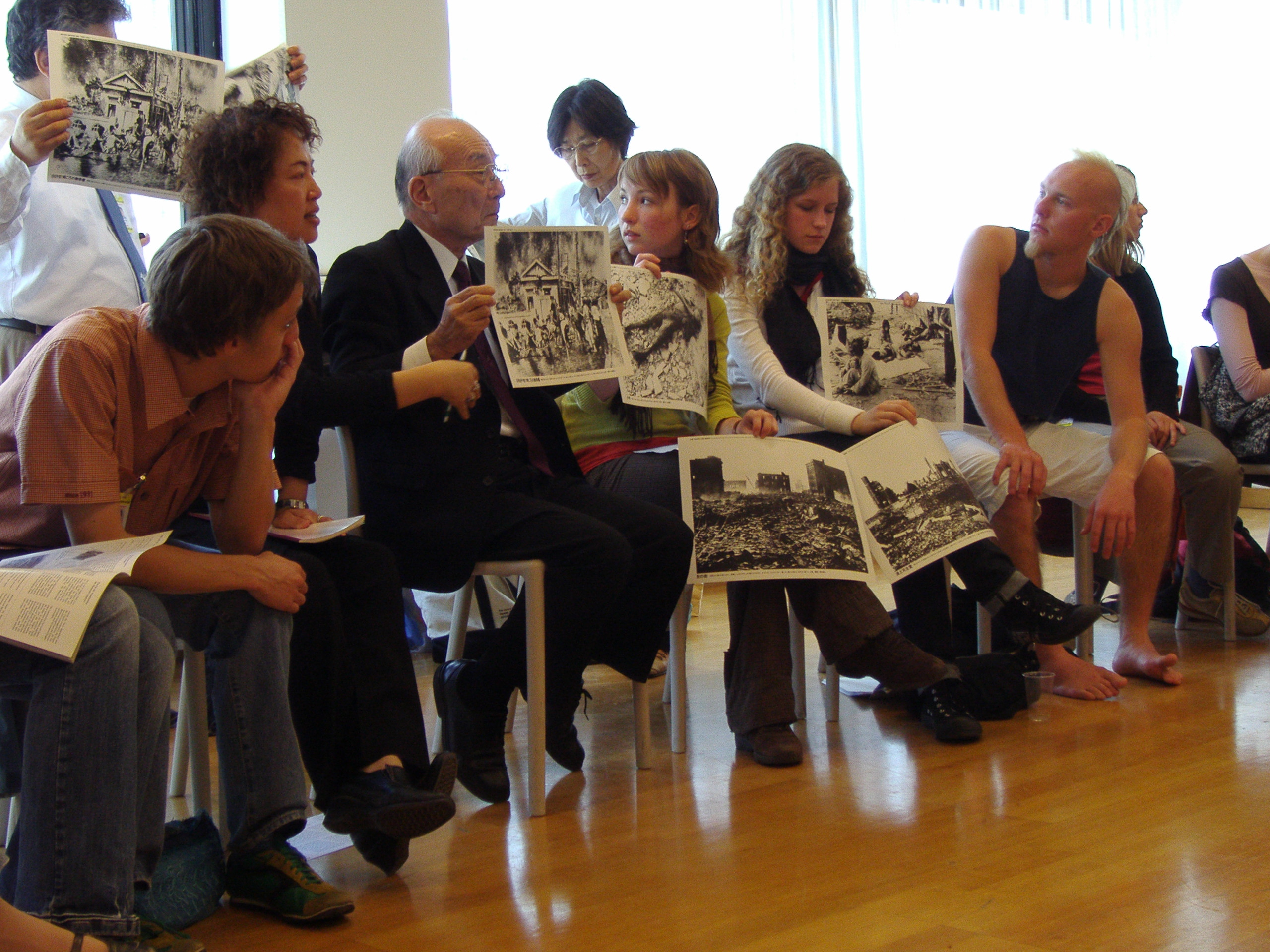
日本被団協が2007年に国連ビルにおいて戦争の体験談を語っている様子。

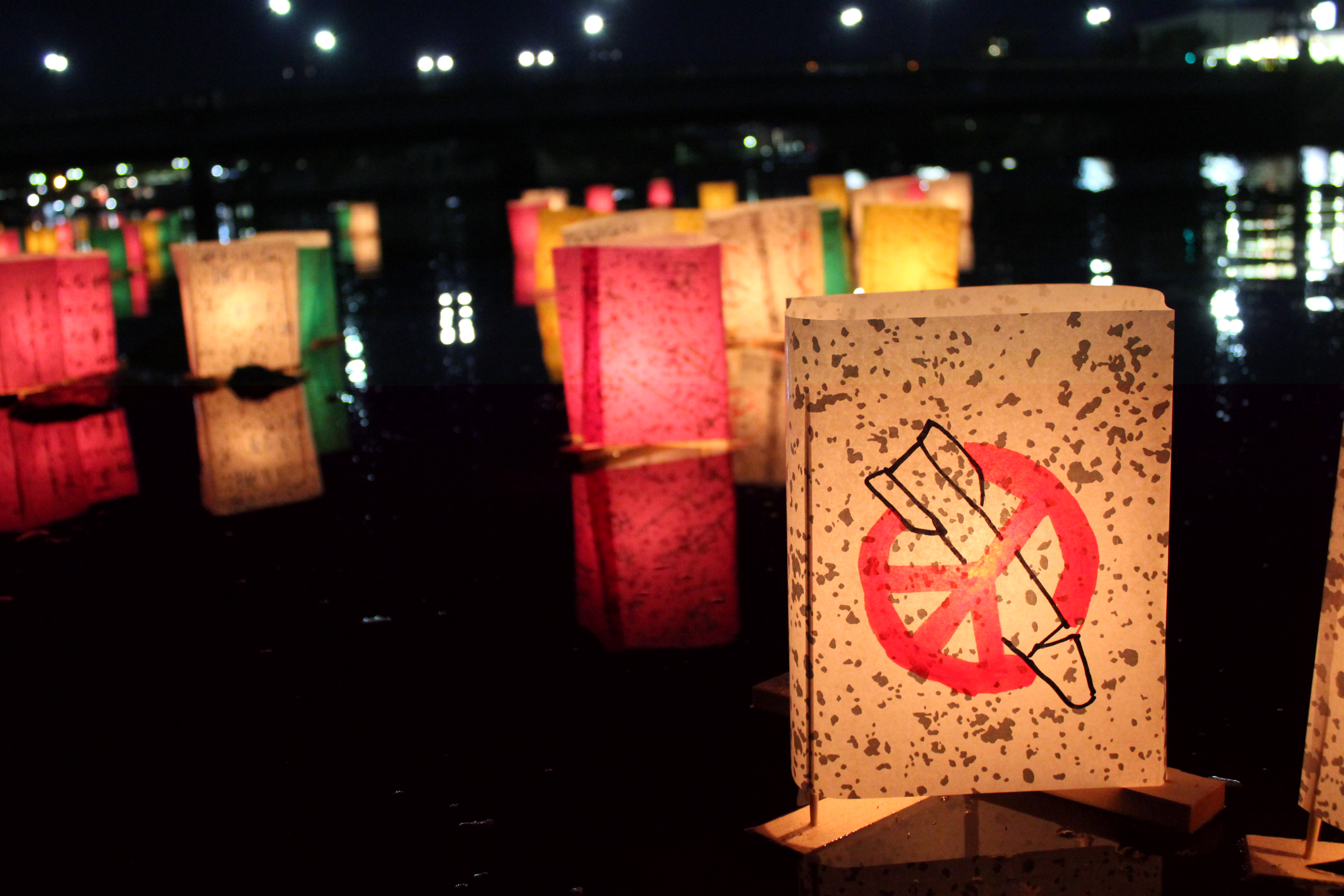
広島平和式典後での灯篭流し（2013年8月6日）

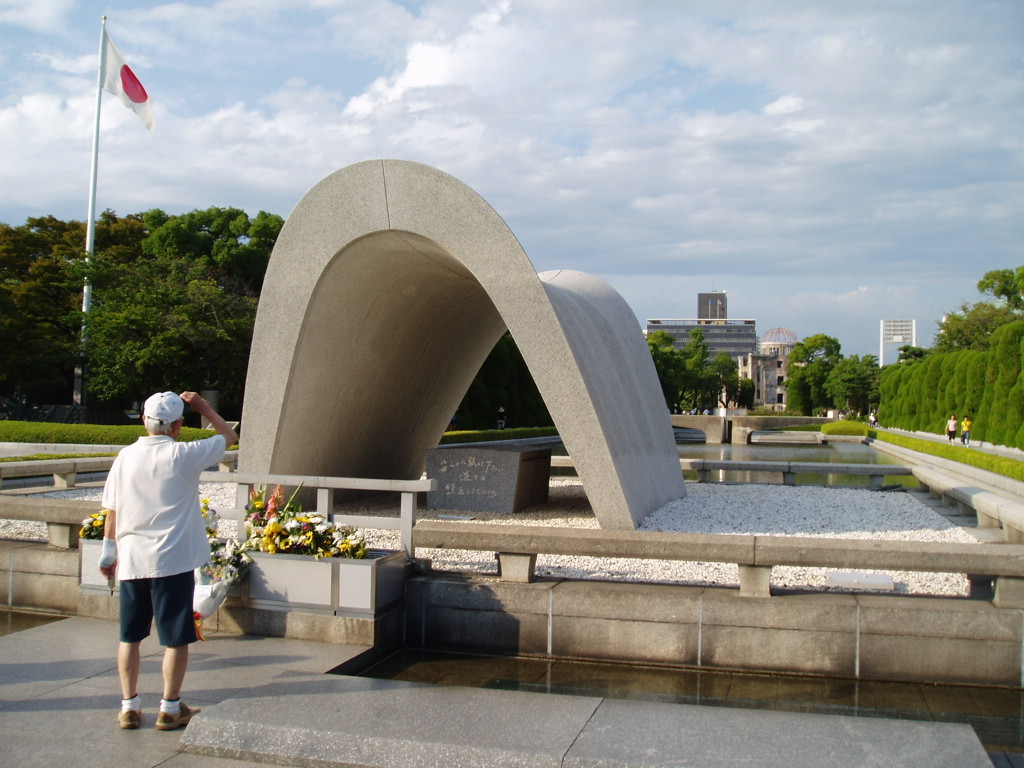
広島平和記念公園内の慰霊碑と原爆ドーム

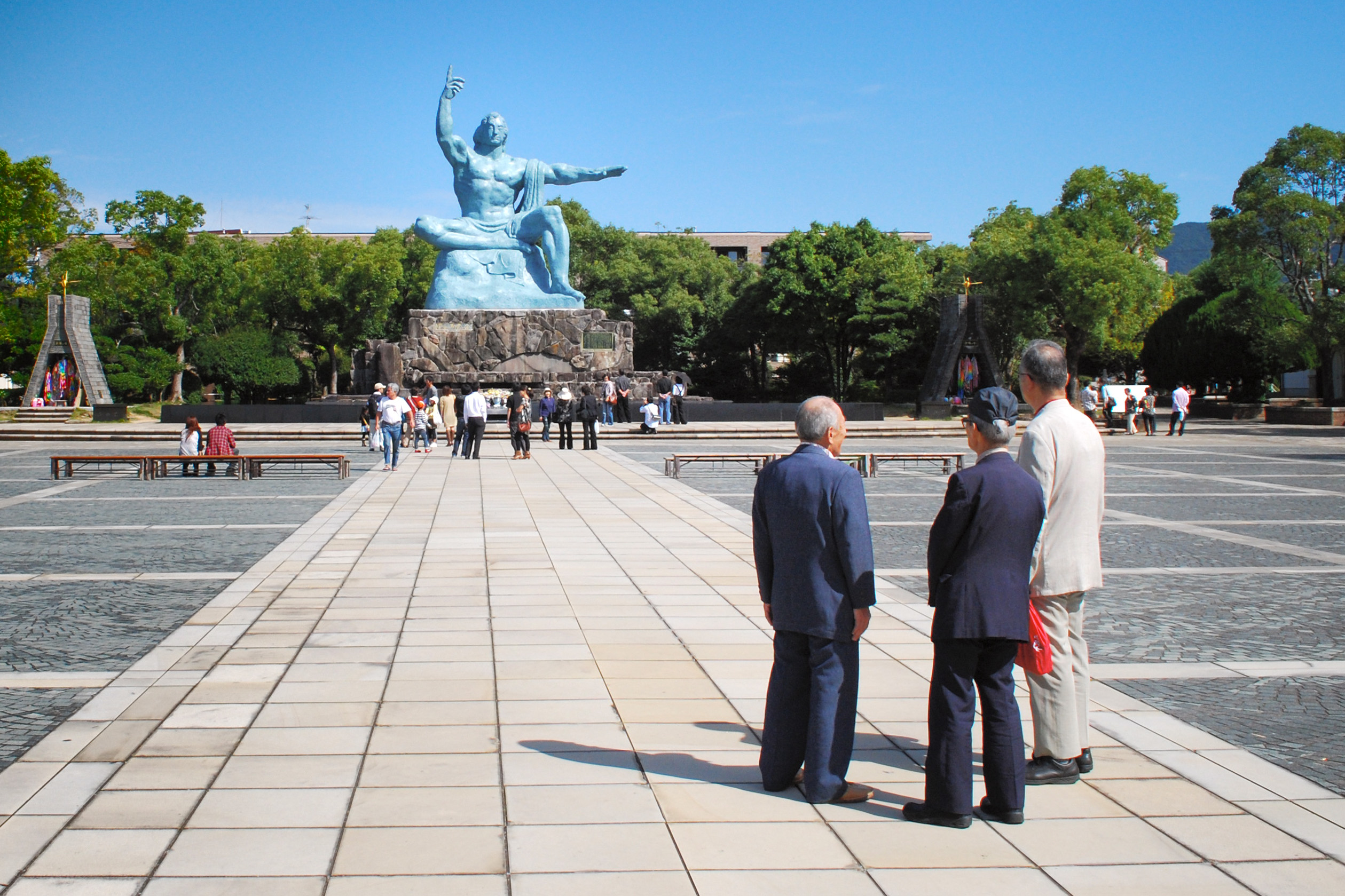
長崎平和公園内の平和祈念像

核保有国であるアメリカの同盟国である日本は、アメリカが核兵器の抑止力を提供し安全を保障する「核の傘」の抑止の論理に依存し守られており、アメリカに「ただちに核兵器を放棄せよ」と発言すると矛盾が生じるため、不参加を示している。

### 日本政府の立場
日本政府は、日本は世界で唯一の戦争被爆国であるため「核兵器禁止条約が目指す核兵器廃絶」を目標に掲げている。しかし、「ロシアの核」「台湾問題」や「北朝鮮のミサイル開発」のように核兵器を使用する相手の「核の脅威」に対しては通常兵器だけでは抑止を効かせることは困難であるため、日米同盟の「核の傘」の下で核兵器を有するアメリカの抑止力を維持することが必要と考えている。そのため、日本の安全保障上の脅威に適切に対処しながら、核兵器保有国と非保有国の双方が加わるNPT(＝核拡散防止条約の再検討会議)の枠組みなどを通じて双方の橋渡しとなり、核軍縮を優先し呼びかけていく考えを示している。
また、核兵器用核分裂性物質生産禁止条約（FMCT）の早期交渉開始や核戦力の透明性の向上等、核軍縮に向けた具体的措置の実施を国際社会に呼びかけるため、「軍縮会議日本政府代表部」を設置している。

### 国会に議席を有する各政党の立場
現在、核兵器撤廃を強く訴える社会民主党とれいわ新選組、日本共産党が核兵器禁止条約の批准に賛成の立場を示している。また、公明党と立憲民主党は条約の締結国会議へのオブザーバー参加を掲げている。
国民民主党と日本維新の会、自由民主党、参政党は議論を優先し抑止力高めるべきと示し、批准またはオブサーバー参加については否定的な立場である。

### 日本の世論
日本放送協会（NHK）が2020年11月に世論調査でこの条約に参加するべきかどうか聞いたところ、全体の半数以上が「日本がこの条約に加わるべき」と回答。

### 日本の組織団体の活動
- 原水爆禁止日本協議会は、2017年3月の「核兵器禁止条約の国連会議」で原水協事務局次長の土田弥生が、条約を実現し、核廃絶に向けた一歩を踏み出すよう世界に求めた[41][42]。また、2022年から「日本政府に核兵器禁止条約の署名・批准を求める署名」活動を進めている[43]。
- 原水爆禁止日本国民会議は、核廃絶は「究極的目標」[44]とし、核の撤廃を求める活動を進めている。また、日本被弾協がノーベル平和賞を受賞した際には『原水禁は今後も「核と人類は共存できない」との立場に立ち、核も戦争もない社会の実現に向け、全力でとりくんでいく』と決意を示した[45]。
- 核兵器廃絶・平和建設国民会議は、『核兵器廃絶と平和建設のための活動は唯一の被爆国日本外交の根幹であり、また日本が率先して世界に示すべき使命である』と示し、核兵器撤廃を求める活動を進めている[46]。
- その他、核兵器廃絶日本NGO連絡会・日本反核法律家協会（JALANA）・核兵器廃絶をめざすヒロシマの会（HANWA[47]）・核兵器廃絶地球市民長崎集会[48]・核政策を知りたい広島若者有権者の会（カクワカ広島[49]）・核戦争に反対する医師の会（反核医師の会[50]）・日本非核宣言自治体協議会[51]・核軍縮･不拡散議員連盟(PNND)日本[52]、世界宗教者平和会議日本委員会などと多くの団体が核兵器撤廃を求めるよう活動している。

#### 日本原水爆被害者団体協議会の活動
日本被団協は、2017年7月28日、核兵器国および同盟国に署名・批准を呼びかけ、核兵器のない世界をつくる先頭に立つように当時の安倍晋三首相に声明を発表した。また、核兵器の廃絶や被爆者の救済を訴える活動を続けている。
また、日本政府や国際社会に対して以下の提言を行なっている（参照 : ）
- 締約国会議で議論される核被害者への援助と環境回復の課題を明らかにする。
- 締約国会議で議論される核兵器の廃棄と検証に日本が関与する。
- 日本政府がこの条約に署名・批准するために必要な論点を提示し、議論を促進する。

なお2025年7月23日、1960年代に分裂した原水爆禁止日本国民会議（原水禁）と原水爆禁止日本協議会（原水協）、日本原水爆被害者団体協議会の3団体が共同声明を発表した。核廃絶運動は東西冷戦下に旧ソ連の核実験容認などを巡り路線対立が深まり、共産党系の原水協と旧社会党・総評系の原水禁に分かれて活動していたが、今回の共同声明は日本被団協の呼びかけで実現した。（参照 : ）

### その他の活動や出来事等
- 核兵器廃絶を願う有志が、核兵器問題に関する日本の議論を活発化させるために始めたプロジェクトとし「議員ウォッチ」が立ち上がった[59]。2024年8月現在、36パーセントの国会議員・36パーセントの都道府県知事・38パーセントの市区町村が日本政府に核兵器禁止条約に加わるよう求めている[60]。
- 国際平和拠点ひろしま[61]は、広島県が核兵器廃絶のプロセスや復興・平和構築などの課題について、国際平和実現のための取り組みや広島が果たすべき役割をまとめたものである[62]。
- 2016年8月、署名活動の趣旨に賛同する団体・個人が参加できるネットワークとして『「ヒロシマ・ナガサキの被爆者が訴える核兵器廃絶国際署名」推進連絡会』（ヒバクシャ国際署名連絡会）が発足し、活動開始[63]。2016年4月に「ヒバクシャ国際署名」が国内外で開始され、被爆者の訴えに賛同した個人と団体によって、2020年末までに国内外で1370万2345人分の署名が集まった[64]。

- 2017年3月28日、国連本部で開催された、核兵器を禁止する条約（核兵器禁止条約）制定交渉会議で、NGO「核兵器廃絶国際キャンペーン(ICAN)」のテア・カトリン・ミエルスタッド氏らが、不参加のため空席だった日本の席に白い折鶴1羽を置いた。左右の翼には「#wish you were here・＃nuclearban 」と書かれており「日本にも参加してほしかった」という願いが込められている[65][66]。
- 2024年4月、核兵器廃絶日本NGO連絡会により「核兵器をなくす日本キャンペーン[67]」が開始した。
- 2025年4月、原水爆禁止日本国民会議と日本労働組合総連合会、核兵器廃絶・平和建設国民会議により「核兵器廃絶1000万人署名」が開始した[68][69]。

## 内容
当条約の原文は、国連公用語である英語・フランス語・ロシア語・中国語・スペイン語・アラビア語で、国際連合の公式ウェブサイトに掲載されている。なお日本は不参加のため外務省の公式な翻訳はないが、外務省は英文、暫定的な仮訳、日本国政府の考えを掲載中。
当条約は前文と20の条文から構成される。前文では核兵器の非人道性、全廃の必要性、安全保障上の利益、「核兵器のない世界」の達成、国際人道法、過去決議との関連、法的禁止、平和利用、教育の重要性などを締結国の認識と記載した。
- 第1条　禁止 - 締約国による核兵器や核起爆装置の開発・実験・生産・製造・取得・専有・貯蔵の禁止
- 第2条　申告 - 締約国から国連事務総長への過去・現在の状況の申告義務、申告内容の事務総長から全締約国への送付
- 第3条　保障措置 - 国際原子力機関との保障処置協定の締結
- 第4条　核兵器の全面的な廃絶に向けて - 核兵器廃止国の廃止検証など
- 第5条　国内の実施 - 締約国の義務履行処置
- 第6条　被害者に対する援助および環境の修復 - 核兵器被害者への適切な援助、汚染地域の修復
- 第7条　国際的な協力及び援助 - 他の締約国との協力と相互援助
- 第8条　締約国の会合 - 効力発生後1年以内、以後は原則2年ごと
- 第9条　費用 - 締約国およびオブザーバー国の費用分担
- 第10条　改正 - 締約国による改正提案、改正手続き
- 第11条　紛争解決 - 条約の解釈・運用に関する締約国間の紛争の解決手順
- 第12条　普遍性 - 締約国から非締約国への当条約への参加の推奨
- 第13条　署名 - 当条約は2017年9月20日より著名可能
- 第14条　批准、受諾、承認、加盟 - 署名国による批准・受諾・承認の必要性
- 第15条　効力発生 - 50番目の批准後に90日で発効
- 第16条　留保 - 各条項への留保禁止
- 第17条　有効期間と脱退 - 有効期間は無期限、脱退は通告後12ヵ月
- 第18条　別の合意との関係 - 当条約と両立する限り、既存の国際協定に影響しない
- 第19条　寄託者 - 寄託者は国連事務総長
- 第20条　正文 - 6カ国語ひとしく正文

## 署名国・批准国
2024年11月10日現在の署名国と批准国。
| 署名国                           | 署名日         | 批准日 (締約日) |
| -------------------------------- | -------------- | --------------- |
| アルジェリア                     | 2017年9月20日  |                 |
| アンゴラ                         | 2018年9月27日  |                 |
| アンティグア・バーブーダ         | 2018年9月26日  | 2019年11月25日  |
| オーストリア                     | 2017年9月20日  | 2018年5月8日    |
| バングラデシュ                   | 2017年9月20日  | 2019年9月26日   |
| バハマ                           | 2023年9月19日  |                 |
| バルバドス                       | 2022年9月22日  |                 |
| ベリーズ                         | 2020年2月6日   | 2020年5月19日   |
| ベナン                           | 2018年9月26日  | 2020年12月11日  |
| ボリビア                         | 2018年4月16日  | 2019年8月6日    |
| ボツワナ                         | 2019年9月26日  | 2020年7月16日   |
| ブラジル                         | 2017年9月20日  |                 |
| ブルネイ                         | 2018年9月26日  |                 |
| ブルキナファソ                   | 2022年9月22日  |                 |
| カーボベルデ                     | 2017年9月20日  | 2022年6月20日   |
| カンボジア                       | 2019年1月9日   | 2021年1月22日   |
| 中央アフリカ共和国               | 2017年9月20日  |                 |
| チリ                             | 2017年9月20日  | 2021年9月23日   |
| コロンビア                       | 2018年8月3日   |                 |
| クック諸島                       | （加入）       | 2018年9月4日    |
| コモロ                           | 2017年9月20日  | 2021年2月18日   |
| ジブチ                           | 2023年1月9日   |                 |
| ドミニカ国                       | 2019年9月26日  | 2019年10月18日  |
| ドミニカ共和国                   | 2018年6月7日   | 2022年9月22日   |
| コンゴ民主共和国                 | 2017年9月20日  | 2022年9月22日   |
| コンゴ共和国                     | 2017年9月20日  | 2022年5月17日   |
| コスタリカ                       | 2017年9月20日  | 2018年7月5日    |
| コートジボワール                 | 2017年9月20日  | 2022年3月23日   |
| キューバ                         | 2017年9月20日  | 2018年1月30日   |
| エクアドル                       | 2017年9月20日  | 2019年9月25日   |
| エルサルバドル                   | 2017年9月20日  | 2019年1月30日   |
| フィジー                         | 2017年9月20日  | 2020年7月7日    |
| ガンビア                         | 2017年9月20日  | 2018年9月26日   |
| ガーナ                           | 2017年9月20日  |                 |
| グレナダ                         | 2019年9月26日  | 2022年6月20日   |
| グアテマラ                       | 2017年9月20日  | 2022年6月13日   |
| ギニアビサウ                     | 2018年9月26日  | 2021年12月15日  |
| 赤道ギニア                       | 2022年9月22日  |                 |
| ガイアナ                         | 2017年9月20日  | 2017年9月20日   |
| ハイチ                           | 2022年9月22日  |                 |
| バチカン                         | 2017年9月20日  | 2017年9月20日   |
| ホンジュラス                     | 2017年9月20日  | 2020年10月24日  |
| インドネシア                     | 2017年9月20日  | 2024年9月24日   |
| アイルランド                     | 2017年9月20日  | 2020年8月6日    |
| ジャマイカ                       | 2017年12月8日  | 2020年10月23日  |
| カザフスタン                     | 2018年3月2日   | 2019年8月29日   |
| キリバス                         | 2017年9月20日  | 2019年9月26日   |
| ラオス                           | 2017年9月21日  | 2019年9月26日   |
| レソト                           | 2019年9月26日  | 2020年6月6日    |
| リビア                           | 2017年9月20日  |                 |
| リヒテンシュタイン               | 2017年9月20日  |                 |
| マダガスカル                     | 2017年9月20日  |                 |
| マラウイ                         | 2017年9月20日  | 2022年6月29日   |
| マレーシア                       | 2017年9月20日  | 2020年9月30日   |
| モルディブ                       | 2019年9月26日  | 2019年9月26日   |
| マルタ                           | 2020年8月25日  | 2020年9月21日   |
| メキシコ                         | 2017年9月20日  | 2018年1月16日   |
| モンゴル                         | （加入）       | 2021年12月10日  |
| モザンビーク                     | 2020年8月18日  |                 |
| ミャンマー                       | 2018年9月26日  |                 |
| ナミビア                         | 2017年12月8日  | 2020年3月20日   |
| ナウル                           | 2019年11月22日 | 2020年10月23日  |
| ネパール                         | 2017年9月20日  |                 |
| ニュージーランド                 | 2017年9月20日  | 2018年7月31日   |
| ニカラグア                       | 2017年9月22日  | 2018年7月19日   |
| ニジェール                       | 2020年12月9日  |                 |
| ナイジェリア                     | 2017年9月20日  | 2020年8月6日    |
| ニウエ                           | （加入）       | 2020年8月6日    |
| パラオ                           | 2017年9月20日  | 2018年5月3日    |
| パレスチナ国                     | 2017年9月20日  | 2018年3月22日   |
| パナマ                           | 2017年9月20日  | 2019年4月11日   |
| パラグアイ                       | 2017年9月20日  | 2020年1月23日   |
| ペルー                           | 2017年9月20日  | 2021年12月24日  |
| フィリピン                       | 2017年9月20日  | 2021年2月18日   |
| セントルシア                     | 2018年9月27日  | 2019年1月23日   |
| サモア                           | 2017年9月20日  | 2018年9月26日   |
| サンマリノ                       | 2017年9月20日  | 2018年9月26日   |
| サントメ・プリンシペ             | 2017年9月20日  | 2024年1月15日   |
| セーシェル                       | 2018年9月26日  | 2021年7月9日    |
| シエラレオネ                     | 2022年9月22日  | 2024年9月24日   |
| ソロモン諸島                     | 2024年9月24日  | 2024年9月24日   |
| 南アフリカ                       | 2017年9月20日  | 2019年2月25日   |
| セントクリストファー・ネイビス   | 2019年9月26日  | 2020年8月9日    |
| セントビンセント・グレナディーン | 2017年12月8日  | 2019年7月31日   |
| スリランカ                       | （加入）       | 2023年9月19日   |
| スーダン                         | 2020年7月22日  |                 |
| タイ                             | 2017年9月20日  | 2017年9月20日   |
| 東ティモール                     | 2018年9月26日  | 2022年6月20日   |
| トーゴ                           | 2017年9月20日  |                 |
| トリニダード・トバゴ             | 2019年9月26日  | 2019年9月26日   |
| ツバル                           | 2017年9月20日  | 2020年10月12日  |
| タンザニア                       | 2019年9月26日  |                 |
| ウルグアイ                       | 2017年9月20日  | 2018年7月25日   |
| バヌアツ                         | 2017年9月20日  | 2018年9月26日   |
| ベネズエラ                       | 2017年9月20日  | 2018年3月27日   |
| ベトナム                         | 2017年9月22日  | 2018年5月17日   |
| ザンビア                         | 2019年9月26日  |                 |
| ジンバブエ                       | 2020年12月4日  |                 |
| 合計                             | 98             | 73              |

2021年10月はノルウェー、11月にはドイツがオブザーバー参加を決めた。
2022年6月に開催された第1回締約国会議では、ドイツ、ノルウェー、ベルギー、オランダ、スウェーデン、フィンランド、オーストラリアなどがオブザーバーで参加した。
2023年11月に開催された第2回締約国会議では、ドイツ、ノルウェー、ベルギー、オーストラリアなどがオブザーバーで参加した。オランダは、第1回の会議の後、外務大臣が「今回の参加経験に照らして、オブザーバーとして、さらに参加していくことには意味がない」とする下院議長宛ての書簡を提出し、参加しなかった。
2025年3月に開催された第3回締約国会議では、オーストラリアなどがオブザーバーで参加し、ドイツ、ノルウェー、ベルギーなどは参加しなかった。ドイツ外務省は、ロシアが核の威嚇を強めていることを念頭に、「条約の意図と野心は、もはや安全保障上の現実を反映していない」と説明した。また、「核禁条約はロシアによるウクライナ侵攻が始まる前にできたものだ」と指摘し、侵攻の結果、「核抑止力は安全保障にとって不可欠」だと明確になったと訴えた。